# The Black Balloon
Pour plus de détails, voir Fiche technique et Distribution.
The Black Balloon est un film australien réalisé par Elissa Down, sorti en 2008. Le film a reçu de multiples récompenses dans le monde.

## Synopsis
Thomas, un adolescent, doit s'occuper de son frère autiste, Charlie.

## Fiche technique
- Titre : The Black Balloon
- Réalisation : Elissa Down
- Scénario : Elissa Down, Jimmy Jack et Jimmy The Exploder
- Musique : Michael Yezerski
- Photographie : Denson Baker
- Montage : Veronika Jenet
- Production : Tristram Miall
- Société de production : Black Balloon Productions et Icon Entertainment International
- Pays :  Australie et  Royaume-Uni
- Genre : Drame et romance
- Durée : 97 minutes
- Dates de sortie : 
  -  Australie : 6 mars 2008

## Distribution
- Rhys Wakefield : Thomas Mollison
- Luke Ford : Charlie Mollison
- Toni Collette : Maggie Mollison
- Erik Thomson : Simon Mollison
- Gemma Ward : Jackie Masters
- Anthony Phelan : M. Masters
- Deborah Piper : Janet
- Henry Nixon (en) : Trevor
- Rebecca Massey : Mlle. Babb
- Ryan Clark : Dean
- Aaron Glenane : Bucko
- Lisa Kowalski : Sally
- Lloyd Allison-Young : James
- Nathin Butler : Chris
- Elle-May Patterson : Kylie
- Carla Gee : Caroline

## Production
Le film a été tourné de janvier à février 2007 dans Sydney et sa banlieue.

## Distinctions[2]

### Nominations
- 2009 : Meilleur acteur pour Rhys Wakefield, meilleur second rôle pour Erik Thomson, meilleure photographie pour Denson Baker, meilleure musique originale pour Michael Yezerski, meilleur son pour Ben Osmo et Paul Pirola aux AACTA Awards

### Récompenses
- 2008 : Meilleur long métrage pour enfants aux Asia Pacific Screen Awards[3]

- 2009 : Meilleur film, meilleur réalisateur et meilleure actrice dans un second rôle pour Toni Collette aux Film Critics Circle of Australia Awards
- 2009 : Meilleur film, meilleur second rôle féminin pour Toni Collette, meilleur second rôle masculin pour Luke Ford, meilleure réalisation, meilleur scénario original et meilleur montage[4] aux AACTA Awards
- 2009 : Meilleur long métrage pour enfants aux Asia Pacific Screen Awards
- 2009 : Meilleure réalisation aux ADG Awards
- 2009 : Ours de cristal du meilleur long métrage dans la catégorie "Génération 14plus" à la Berlinale[5]
- 2009 : Prix d'excellence pour une réalisatrice de long métrage au Festival International du film des Hamptons
- 2009 : Meilleur résultat au box-office aux Inside Film Awards
- 2009 : Meilleur album de la bande originale et meilleure chanson originale pour "When We Get There" aux Screen Music Award[6]